# Латвийский лат
Лат (латыш. lats, мн. ч. lati) — денежная единица Латвии в 1922—1941 и 1993—2014 годах. Вскоре после восстановления независимости, 7 мая 1992 года, в качестве временного платёжного средства был введён латвийский рубль (с 20 июля 1992 года он был объявлен единственным законным платёжным средством). Лат находился в обращении с 5 марта 1993 года по 14 января 2014 года. Латвийские рубли менялись на латы в соотношении 200 : 1 и находились в обороте до 28 июня 1993 года.
1 латвийский лат (Ls) был равен 100 сантимам (латыш. santīms, мн. ч. santīmi). В обращении находились монеты в 1, 2, 5, 10, 20 и 50 сантимов, 1 и 2 лата; банкноты — 5, 10, 20, 50, 100 и 500 латов. Выпускались памятные монеты из недрагоценных и драгоценных металлов.
1 января 2014 года Латвия вступила в Еврозону. С 1 по 14 января 2014 года в обороте были параллельно латы и евро, в качестве курса перехода было установлено соотношение 0,702804 лата за евро.
После замены на евро кипрского фунта и мальтийской лиры лат стал самой «тяжёлой» валютой Европы (конкурент — фунт стерлингов): по состоянию на 31 декабря 2013 года курс фунта стерлингов был ниже курса лата. Банкнота самого крупного номинала — 500 латов уступала только банкноте в 1000 швейцарских франков и 10 000 сингапурских долларов.

## Старый лат (1922—1941)
22 марта 1919 года были выпущены латвийские рубли и копейки.
3 августа 1922 года национальной денежной единицей стал лат, право выпуска которого получил Банк Латвии (основан 7 сентября 1922 года).
С 1922 по 1941 год в обращении в первой Латвийской республике находились:
- монеты номиналом в 1, 2, 5, 10, 20 и 50 сантимов, в 1, 2 и 5 латов;
- банкноты достоинством 5, 10, 20, 25, 50, 100 и 500 латов.

После вхождения Латвии 5 августа 1940 года в состав СССР лат некоторое время продолжал ходить в республике. С 24 ноября 1940 года в Латвийской ССР параллельно ходили лат и советский рубль, обменивавшиеся по курсу один к одному. 25 марта 1941 года лат был окончательно заменён на рубль СССР.
С 1940 года Банк Латвии стал республиканским отделением Госбанка СССР.

## Новый лат (1992—2013)
31 июля 1990 года началось восстановление денежно-кредитной системы Латвии как независимого государства.
7 мая 1992 года введён латвийский рубль по курсу 1:1 к советскому (в просторечии латвийский рубль именовался как «репшик», по имени президента Банка Латвии Эйнара Репше, чья подпись стояла на новых банкнотах). Уже 20 июля 1992 года свободное хождение советского рубля наравне с латвийскими рублями прекратилось, а с 7 августа 1992 года Банк Латвии стал официально котировать советский рубль, пересчитывая его через котировки доллара. К декабрю за один латвийский рубль давали уже 2,5 советских рубля.
Снижение курса продолжалось вплоть до 1993 года, когда был введён лат (по обменному курсу 200 латвийских рублей за 1 лат) и конвертированы денежные вклады населения в сберкассах.
Монеты, которые предназначались для размена, появились в 1992 году (они производились в Германии). 1 сантим чеканили в Норвегии, золотые 100 латов и 1 лат с изображением аиста — в Финляндии, а биметаллические монеты номиналом в 2 лата — в Англии.

### Монеты образца 1992—2013 года
| Изображение                                     | Номинал     | Материал                                 | Диаметр (мм) | Толщина (мм) | Масса (г) | Гурт                               | Годы выпуска                  |
| ----------------------------------------------- | ----------- | ---------------------------------------- | ------------ | ------------ | --------- | ---------------------------------- | ----------------------------- |
|                                                 | 1 сантим    | медь/сталь/медь                          | 15,65        | 1,1          | 1,6       | гладкий                            | 1992 1997 2003 2005 2007 2008 |
|                                                 | 2 сантима   | медь/сталь/медь                          | 17           | 1,2          | 1,9       | гладкий                            | 1992 2000 2006 2007 2009      |
|                                                 | 5 сантимов  | медь+цинк+никель                         | 18,5         | 1,3          | 2,5       | гладкий                            | 1992 2006 2007 2009           |
|                                                 | 10 сантимов | медь+цинк+никель                         | 19,9         | 1,4          | 3,25      | гладкий                            | 1992 2008                     |
|                                                 | 20 сантимов | медь+цинк+никель                         | 21,5         | 1,5          | 4         | гладкий                            | 1992 2007 2009                |
|                                                 | 50 сантимов | мельхиор                                 | 18,8         | 1,7          | 3,5       | рубчатый                           | 1992 2007 2009                |
|                                                 | 1 лат       | мельхиор                                 | 21,75        | 1,8          | 4,8       | гладкий с надписью LATVIJAS BANKA  | 1992 2007 2008                |
|                                                 | 2 лата      | мельхиор                                 | 24,35        | 1,8          | 6         | рубчатый с надписью LATVIJAS BANKA | 1992                          |
|                                                 | 2 лата      | кольцо: мельхиор центр: медь+цинк+никель | 26,3         | 2,4          | 9,5       | рубчатый с надписью LATVIJAS BANKA | 1999 2003 2009                |
| Масштаб изображений — 3,0 пикселя на миллиметр. |             |                                          |              |              |           |                                    |                               |

### Монеты в 1 лат с изменённым дизайном
| Монеты в 1 лат с изменённым дизайном | Монеты в 1 лат с изменённым дизайном         | Монеты в 1 лат с изменённым дизайном | Монеты в 1 лат с изменённым дизайном | Монеты в 1 лат с изменённым дизайном       | Монеты в 1 лат с изменённым дизайном |
| Изображение                          | Название                                     | Год выпуска                          | Тираж, млн                           | Художник                                   | Скульптор                            |
| ------------------------------------ | -------------------------------------------- | ------------------------------------ | ------------------------------------ | ------------------------------------------ | ------------------------------------ |
|                                      | Аист                                         | 2001                                 | 0,25                                 | Ольга Шилова                               | Ольга Шилова                         |
|                                      | Муравей                                      | 2003                                 | 0,25                                 | Марис Путнс Артис Звиргдиньш Давидс Рубинс | Лигита Францкевич                    |
|                                      | Гриб                                         | 2004                                 | 0,5                                  | Guntars Sietiņš                            | Янис Струпулис                       |
|                                      | Спридитис (сказочный герой), вступление в ЕС | 2004                                 | 0,5                                  | Иварс Маилитис                             | Иварс Маилитис                       |
|                                      | Петух                                        | 2005                                 | 0,5                                  | Валдис Виллерушс                           | Лигита Францкевич                    |
|                                      | Крендель                                     | 2005                                 | 0,5                                  | Лаймонис Шенбергс                          | Янис Струпулис                       |
|                                      | Дубовый венок                                | 2006                                 | 0,5                                  | Dace Lielā                                 | Лигита Францкевич                    |
|                                      | Шишка                                        | 2006                                 | 1                                    | Хенрикс Воркалс                            | Янис Струпулис                       |
|                                      | Сакта в виде совы                            | 2007                                 | 1                                    | Арвидс Приедите                            | Янис Струпулис                       |
|                                      | Снеговик                                     | 2007                                 | 1                                    | Даина Лапина                               | Лигита Францкевич                    |
|                                      | Кувшинка                                     | 2008                                 | 1                                    | Александр Чаидзе                           | Лаура Медне                          |
|                                      | Трубочист                                    | 2008                                 | 1                                    | Даина Лапина                               | Лаура Медне                          |
|                                      | Кольцо Намейса                               | 2009                                 | 1                                    | Илзе Лиебите                               | Баиба Шиме                           |
|                                      | Рождественская ель                           | 2009                                 | 1                                    | Арвидс Приедите                            | Лигита Францкевич                    |
|                                      | Жаба                                         | 2010                                 | 1                                    | Эдгарс Фолкс                               | Янис Струпулис                       |
|                                      | Подкова вниз                                 | 2010                                 | 0,5                                  | Франческа Кирке                            | Лаура Медне                          |
|                                      | Подкова вверх                                | 2010                                 | 0,5                                  | Франческа Кирке                            | Лаура Медне                          |
|                                      | Пивная кружка                                | 2011                                 | 1                                    | Юрий Диметрис                              | Андрис Варпа                         |
|                                      | Пряничное сердце                             | 2011                                 | 1                                    | Рута Бриеде                                | Лаура Медне                          |
|                                      | Ёжик                                         | 2012                                 | 1                                    | Андрис Витолиньш                           | Лаура Медне                          |
|                                      | Рождественские колокольчики                  | 2012                                 | 1                                    | Ольгерс Элерс                              | Лаура Медне                          |
|                                      | Кокле (Гусли)                                | 2013                                 | 1                                    | Анна Хейнриксоне                           | Лигита Францкевич                    |
|                                      | Монета Паритета                              | 2013                                 | 0,5                                  | Илмарс Блумбергс                           | Янис Струпулис                       |

### Золотая монета
| Изображение | Номинал   | Года выпуска | Металл     | Диаметр, мм | Толщина, мм | Масса, г | Гурт                 |
| ----------- | --------- | ------------ | ---------- | ----------- | ----------- | -------- | -------------------- |
|             | 100 латов | 1998         | золото-999 | 24,00       |             | 16,2     | прерывисто- рубчатый |

### Памятные монеты
Банк Латвии выпускал памятные и юбилейные монеты из драгоценных (золото — номиналами 1, 5, 10, 20, 100 латов, серебро — номиналами 1, 5, 10, 20 латов и биметаллические номиналом 1 лат) и недрагоценных (мельхиор — номиналами 1 и 2 лата) металлов, начиная с 1993 года, когда были выпущены три монеты, посвящённые 75-летию латвийской государственности. Так как Латвия в 2014 году перешла на евро, памятные монеты стали чеканиться номинированными в этой валюте.
В связи с отсутствием в стране собственного монетного двора все монеты чеканились за рубежом.
По состоянию на апрель 2014 года, выпустили 99 разновидностей монет, в том числе 3 — из мельхиора, 83 — из серебра 925-й пробы, 3 — из золота 583-й пробы, 7 — из золота 999-й пробы и 3 биметаллических (серебро + ниобий).

### Банкноты
Все банкноты имели размеры 130×65 мм. Прототипом девушки с 500-латовой банкноты послужила Зелма Брауэре.
| Изображение                                     | Изображение       | Номинал (латов) | Основные цвета   | Описание                                                    | Описание                                                  | Годы печати                   |
| Лицевая сторона                                 | Оборотная сторона | Номинал (латов) | Основные цвета   | Лицевая сторона                                             | Оборотная сторона                                         | Годы печати                   |
| ----------------------------------------------- | ----------------- | --------------- | ---------------- | ----------------------------------------------------------- | --------------------------------------------------------- | ----------------------------- |
|                                                 |                   | 5               | зелёный          | дуб                                                         | резьба по дереву                                          | 1992 1996 2001 2006 2007 2009 |
|                                                 |                   | 10              | фиолетовый       | пейзаж с рекой Даугавой в природном парке «Даугавас локи»   | застёжка в виде лука                                      | 1992 2000 2008                |
|                                                 |                   | 20              | коричневый       | этнографический музей                                       | тканое полотно                                            | 1992 2004 2007 2009           |
|                                                 |                   | 50              | синий            | парусник                                                    | исторический малый герб Риги на фоне плана Старого города | 1992                          |
|                                                 |                   | 100             | красный          | писатель и общественный деятель Кришьянис Барон (1835—1923) | Лиелвардские пояса                                        | 1992 2007                     |
|                                                 |                   | 500             | коричневый серый | девушка в национальном головном уборе                       | национальные украшения                                    | 1992 2008                     |
| Масштаб изображений — 1,0 пикселя на миллиметр. |                   |                 |                  |                                                             |                                                           |                               |

## Режим валютного курса
12 февраля 1994 года Банк Латвии зафиксировал курс лата к валютной корзине «специальных прав заимствования» (Special Drawing Rights, SDR) — расчётной единице Международного валютного фонда в соотношении 0,7997 LVL = 1 SDR С 1 января 2005 года лат привязан к евро в соотношении 0,702804 LVL = 1 EUR, который оставался неизменным до введения в Латвии общеевропейской валюты. Для реализации этой задачи с 2 мая 2005 года лат был включён в Европейский механизм валютных курсов. Официально курс включённой в этот механизм валюты не мог отклоняться от фиксированного более чем на 15 %; с момента привязки к евро фактическое отклонение курса лата от заданного составило не более 1 %. Курсы других валют (доллара, фунта, рубля) к лату зависели от изменения курса этих валют к евро.
До января 2014 года в Латвии для поддержания курса национальной валюты де-факто использовался режим валютного совета (currency board), поскольку политика фиксированного обменного курса была построена таким образом, что денежная база обеспечивалась чистыми валютными активами на уровне 100 %.